# Градски рагби клуб Вршац
Градски рагби клуб Вршац је рагби клуб из Вршца. У Вршцу се играо рагби деведесетих година двадесетог столећа, али је овај спорт замро. Клуб је реактивиран 2016.